# دیماپریت
دیماپریت (به انگلیسی: Dimaprit) با فرمول شیمیایی C6H15N3S یک ترکیب شیمیایی با شناسه پاب‌کم ۲۶۰۳۸ است. که جرم مولی آن ۱۶۱٫۲۶۸۴ گرم بر مول می‌باشد.